# یادامووو
یادامووو (به لاتین: Jadamowo) یک روستا در لهستان است که در گمینا اولشتنک واقع شده‌است.